# Cantalupo (botanica)

Il cantalupo è una varietà di melone del gruppo cantalupensis, di media grandezza, superficie ruvida, polpa giallo-arancio.
È stato chiamato così perché originariamente portato da missionari cattolici asiatici al castello pontificio di Cantalupo, località della Bassa Sabina a una cinquantina di chilometri da Roma (attualmente in provincia di Rieti).
Il nome dunque non fa riferimento al canto dei lupi alla luna, pur essendo il melone di una forma rotonda e gialla che ricorda la luna.